# Borgo Ticino
Borgo Ticino (piemontesisch Borgh Tisén, lombardisch Burgh Tisin) ist eine Gemeinde mit 5167 Einwohnern (Stand 31. Dezember 2023) in der italienischen Provinz Novara (NO), Region Piemont.
Die Gemeinde besteht aus den Ortsteilen Gagnago und Campagnola. Die Nachbargemeinden sind Agrate Conturbia, Castelletto sopra Ticino, Comignago, Divignano, Varallo Pombia und Veruno.
Das Gemeindegebiet umfasst eine Fläche von 13 km².

## Geschichte
Das Marine-Einsatz-Kommando 80 sollte nach seiner Aufstellung ab Juni 1944 am Lago Maggiore für den gemeinsamen Einsatz mit „Sturmkampfmitteln“ italienischer Herstellung seine Ausbildung abschließen. Doch es wurde in immer stärkerem Maße zur Sicherung der Marine-Einrichtungen in Oberitalien vor Partisanenangriffen eingesetzt. 
Die Einsätze in der Partisanenbekämpfung kulminierten am 13. August 1944 in der Erschießung von zwölf unschuldigen italienischen Zivilisten in Borgo Ticino als Sühnemaßnahme. Nach dem Ende des Krieges wurden die Ereignisse zweimal vor italienischen Militärgerichten aufgearbeitet. 1949 wurde der Kommandoführer des Marine-Einsatz-Kommandos 80 verurteilt, mehr als 70 Jahre später, 2012, auch sein Stellvertreter.